# U 534
U 534 war ein U-Boot der deutschen Kriegsmarine im Zweiten Weltkrieg. Es konnte auf seinen drei Unternehmungen keine Schiffe versenken oder beschädigen, schoss aber zwei angreifende Flugzeuge ab – eines davon bei seiner Versenkung –, wobei insgesamt acht britische Flugzeugbesatzungsmitglieder starben. Es wurde am 5. Mai 1945 im Kattegat von zwei britischen Flugzeugen versenkt, wobei drei Mann seiner Besatzung starben und 49 durch dänische Rettungsboote gerettet wurden. Das Wrack wurde 1993 gehoben und wird seit 2009 als Museumsboot im englischen Birkenhead ausgestellt.

## Geschichte
Das Boot vom Typ IX C/40 wurde 1942 von der Deutschen Werft AG in Hamburg-Finkenwerder mit der Baunummer 352 gebaut. Im Laufe seiner gesamten Einsatzzeit wurde es von Kapitänleutnant Herbert Nollau kommandiert, der zuvor Wachoffizier auf U 505 gewesen war. Das Boot hatte die Feldpostnummer M 49 357.

### Einsatz
Die Einsatzgeschichte des Bootes weist keine Versenkungen alliierter Schiffe auf. Am 27. August 1944 schoss das Boot auf seiner zweiten Kriegspatrouille ein britisches Flugzeug vom Typ Vickers Wellington ab. Vier der sechsköpfigen Besatzung konnten sich aus dem Flugzeugwrack retten, doch starb einer von ihnen im Wasser an seinen Verwundungen, während drei Mann gerettet wurden. Zwischen November 1944 und Mai 1945 lag das Boot einsatzunfähig in Flensburg, bevor es kurz vor dem Kriegsende nach Norwegen verlegt werden sollte.

### Versenkung

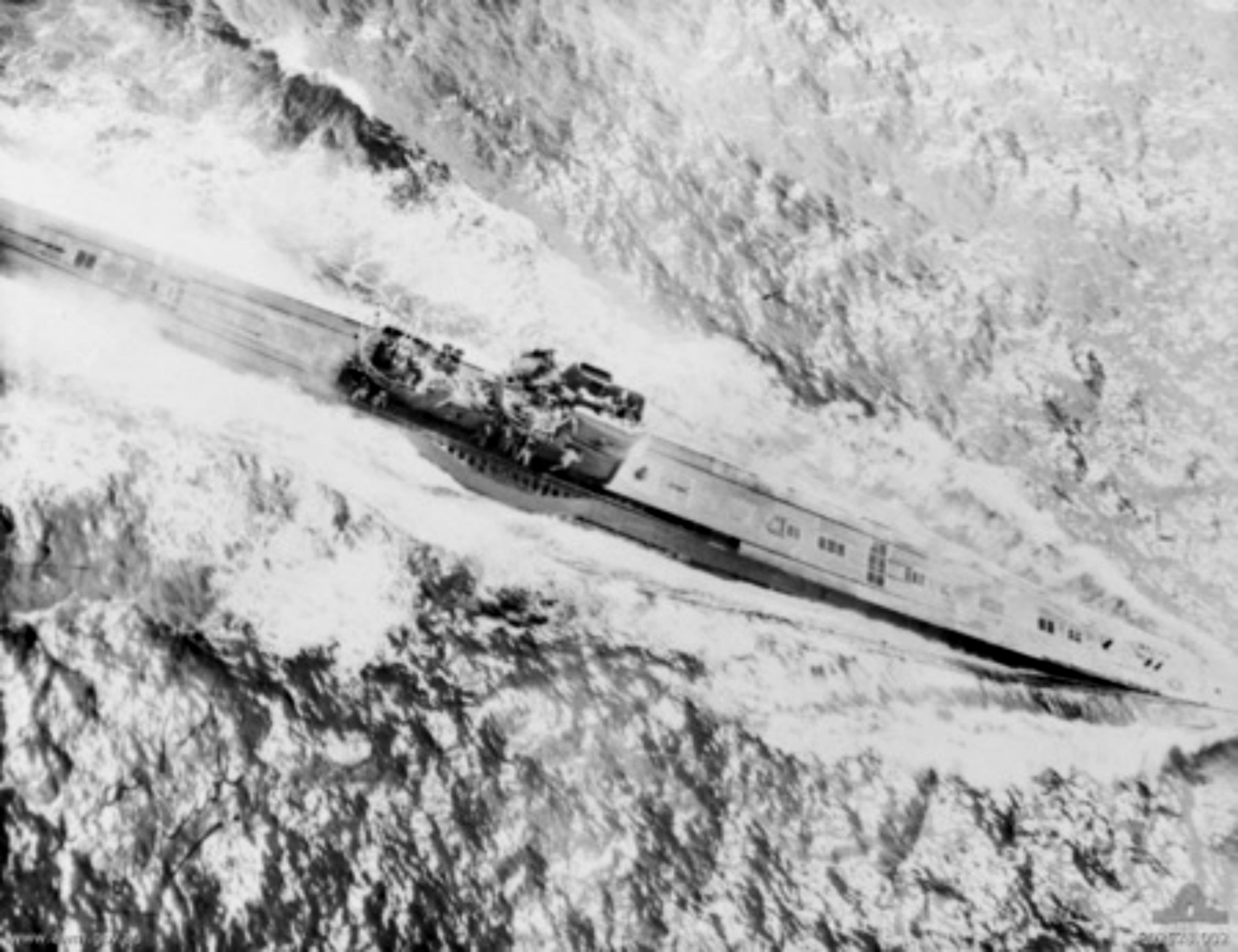
Luftbildaufnahme von U 534 während des Angriffs, der zur Versenkung führte.

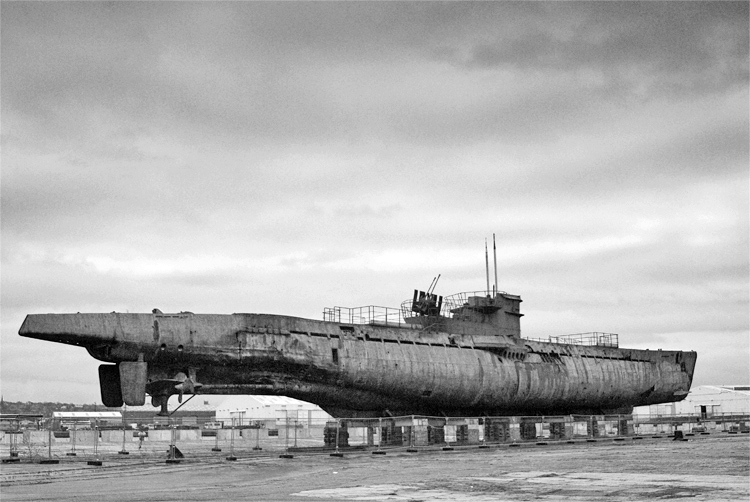
U-534 in Birkenhead Docks, Merseyside, England

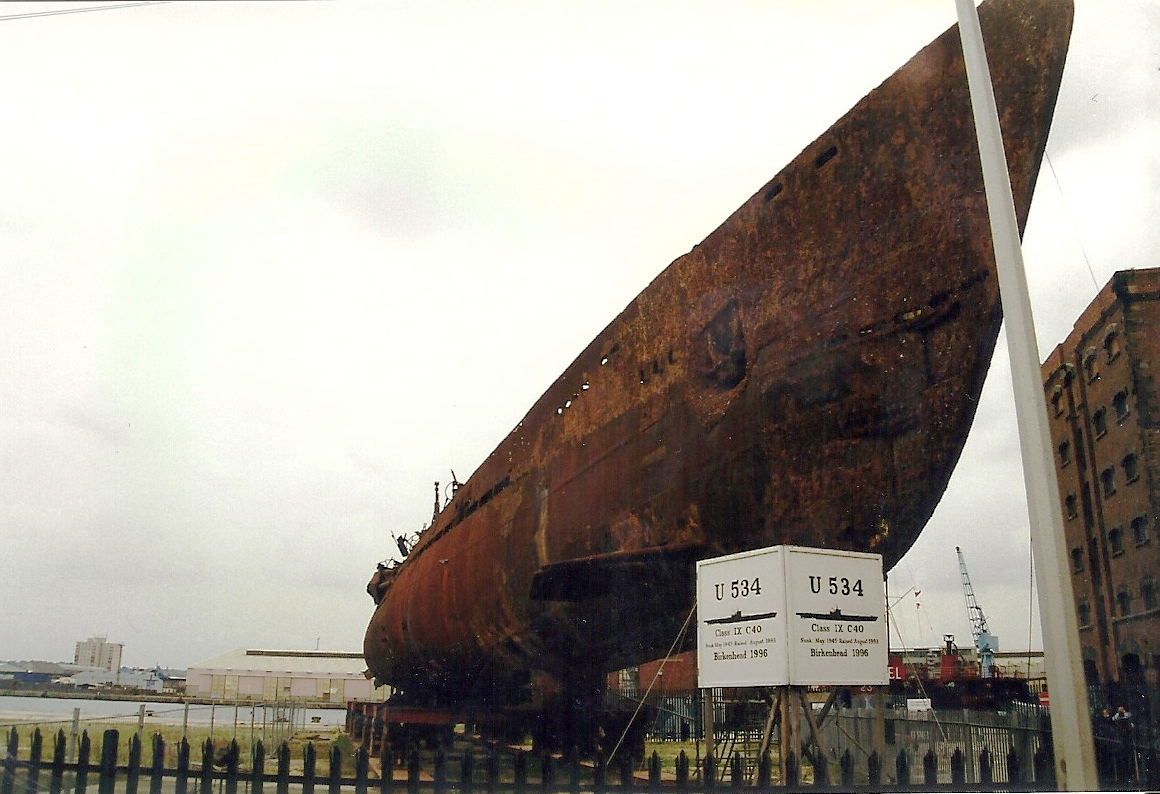
U-534 in Merseyside

Nach einem Zwischenstopp in Kopenhagen wurde das Boot am 5. Mai 1945 an der Oberfläche fahrend von britischen B-24-Liberator-Bombern angegriffen. Das Boot schoss einen dieser Angreifer ab, wurde aber im zweiten Anflug des anderen Flugzeuges von einer Wasserbombe getroffen, die auf das Deck des Bootes traf, hinunterrollte und unter dem Boot explodierte. Der 52-köpfigen Besatzung gelang es, das sinkende Boot vollständig zu verlassen – fünf davon durch ein Torpedorohr, während das Boot in 67 m Tiefe auf dem Grund lag. Allerdings starben drei Besatzungsmitglieder: Einer von diesen drei, der 18-jährige Funker Josef Neudorfer, starb während des Aufstiegs durch Lungenversagen, die anderen beiden, darunter der andere, aus Argentinien stammende Funker, im Wasser schwimmend an Erschöpfung. Von der sechsköpfigen Besatzung des abgeschossenen Flugzeugs starben fünf Mann. Die 49 überlebenden U-Boot-Fahrer und der einzige Überlebende aus dem abgeschossenen Flugzeug wurden durch Rettungsboote eines etwa eine Seemeile entfernten, vor der Insel Anholt liegenden Feuerschiffs gerettet.

### Verbleib

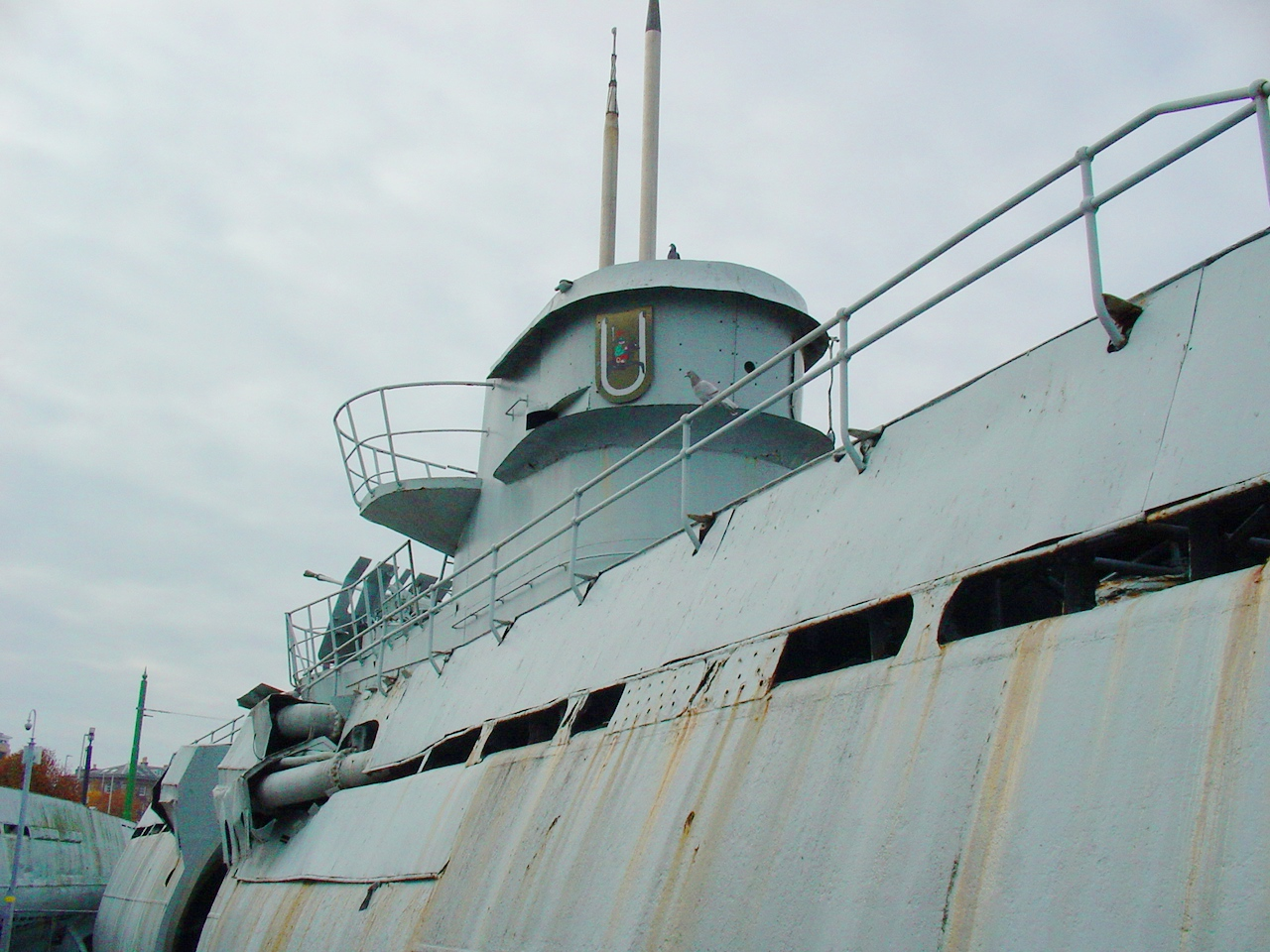
U 534 in Birkenhead (2016)

U 534, dessen Wrack kein Seekriegsgrab war, wurde 1993 von einer dänischen Gesellschaft gehoben und befand sich mehrere Jahre lang in der Sammlung des Warship Preservation Trust im englischen Birkenhead. Das Boot wurde nicht restauriert, sondern in dem Zustand, in dem es gehoben wurde, erhalten. Nach der Schließung des Museums in Birkenhead am 5. Februar 2006 aufgrund Insolvenz war die weitere Zukunft des Bootes eine Zeit lang ungewiss.
Im Juni 2007 erwarb Merseytravel, der Träger des ÖPNV in Merseyside, das Boot, um es als Attraktion an einem Fähr-Terminal bei den Seacombe-Docks in Birkenhead auszustellen. Merseytravel erhielt die erforderliche Genehmigung hierzu im Oktober 2007. Es wurde entschieden, das Boot zur Transporterleichterung in fünf Sektionen zu zerschneiden. Am neuen Standort in Woodside wurden zwei davon wieder zusammengefügt, das Boot aber in vier Teile zerteilt belassen, um den Besuchern einen bequemen Blick in das Innere zu ermöglichen.
Seit Februar 2009 ist das nun renovierte und konservierte U 534 als Hauptattraktion innerhalb der U-Boat Story Exhibition zu besichtigen. Ferner werden authentische Artefakte gezeigt, die seinerzeit bei der Bergung gefunden wurden. Dazu gehört eine originale Enigma-M4. Eine weitere Besonderheit war der Fund von drei Akustiktorpedos T-11. Nur 38 Stück wurden jemals gebaut und kein anderer Fund ist bekannt.